# Réserve naturelle de Lovunda/Lundeura
La réserve naturelle de Lovunda/Lundeura est une réserve naturelle et un site ramsar situé sur l'île de Lovund dans la commune de Lurøy, Nordland. La réserve a été créée pour "la sauvegarde d'une zone de nidification particulière pour les oiseaux de mer (colonie de macareux moine), avec son environnement végétale et animale."
Lovund est une île escarpée, avec une montagne en son centre qui culmine à 623 mètres. La réserve recouvre une partie de l'île dont la partie nord de la montagne. La réserve comprend également la petite île Alkøya juste à l'ouest de Lovund. Le site a une superficie de 153 hectares, dont plus de 35 de zone maritime. 
La plus grande valeur dans ce domaine est liée à la colonie de macareux moine dans Lundeura. Cette colonie a été, en 1979, estimée à environ 40.000 couples. La végétation ici est fortement caractérisée par la fertilisation due aux oiseaux sans pour autant montrer des taux comme dans de nombreuses autres colonies d'oiseaux. Sur Alkøya, au large de la pointe nord-ouest de Lovunda plusieurs couples de petits pingouins, mouette tridactyle et cormoran huppé viennent y nicher. 
La zone est devenue site ramsar en 2013.